# Rhizomnium appalachianum
Rhizomnium appalachianum är en bladmossart som beskrevs av T. Koponen 1973. Rhizomnium appalachianum ingår i släktet rundmossor, och familjen Mniaceae. Inga underarter finns listade i Catalogue of Life.